# Mauropteron pelago
Mauropteron pelago är en tvåvingeart som först beskrevs av Walker 1849.  Mauropteron pelago ingår i släktet Mauropteron och familjen rovflugor. Inga underarter finns listade i Catalogue of Life.